# Arsenohopeïta
L'arsenohopeïta és un mineral de la classe dels arsenats que pertany al grup de l'hopeïta. Rep el seu nom per tractar-se de l'anàleg arsenat de l'hopeïta, i va ser aprobada per l'Associació Mineralògica Internacional l'any 2010.

## Característiques
L'arsenohopeïta és un arsenat de zinc de fórmula química Zn₃(AsO₄)₂(H₂O)₄. Cristal·litza en el sistema ortoròmbic en forma de grans policristal·lins de fins a 1 mil·límetre. La seva duresa a l'escala de Mohs és 3.
Segons la classificació de Nickel-Strunz, l'arsenohopeïta pertany a «08.C - Fosfats sense anions addicionals, amb H₂O, amb cations de mida petita i mitjana» juntament amb els següents minerals: fransoletita, parafransoletita, ehrleïta, faheyita, gainesita, mccril·lisita, selwynita, pahasapaïta, hopeïta, warikahnita, fosfofil·lita, parascholzita, scholzita, keyita, pushcharovskita, prosperita, gengenbachita i parahopeïta.

## Formació i jaciments
És un mineral secundari poc freqüent format per l'alteració de roca rica en tennantita a la zona oxidada d'una dolomita en jaciments hidrotermals. Sol trobar-se associada a altres minerals com: köttigita, adamita, leiteïta o schneiderhöhnita. Únicament se n'ha trobat a la mina mina Tsumeb, a Tsumeb (Regió d'Otjikoto, Namíbia).